# Прибутковий будинок Рецкера і Хосудовського
Прибутковий будинок Рецкера і Хосудовського (рос. Доходный дом Рецкера и Хосудовского) — будівля в Ростові-на-Дону, яка перебувала 1916-1943 роках на проспекті Будьонного. У свій час це була найвища будівля в Ростові-на-Дону. У роки Німецько-радянської війни будинок було зруйновано.
Адреса: м. Ростов-на-Дону, пр. Будьонівський буд. 10.

## Історія
Прибутковий будинок Рецкера і Хосудовского був побудований на кошти купців Рецкера і Хосудовського. Борис Єрмолайович Хосудовский був комерсантом, торговців тютюном. Крім тютюнової та інших справ, на його рахунку була технічна контора «Кавказько-Донське інженерне бюро». У Е. Л. Рецкера був тютюновий бізнес.
В 1914 році на місці семиповерхового будинку Рецкера і Хосудовського знаходився будинок меншої поверховості, в ньому працював тютюновий магазин двох комерсантів. У співвласників магазину, Рецкера і Хосудовського, під час розпочатої Першої світової війни непогано йшов бізнес і вони затіяли будівництво великого прибуткового будинку. Прибутковий будинок був побудований в 1916 році 
за проектом архітектора Леоніда Еберга. 
Семиповерхова будівля прибуткового будинку мало двоповерховий підвал і було зведено в стилі «модерн». Будівля має П-подібну конфігурацію, знаходилося на Таганрозькій проспекті (нині ін Будьонівського) і займало по площі цілий квартал між вулицями Тургенєвській і Воронцовської (нині вул. Баумана). Перший поверх будівлі був спроектований для торгових приміщень, а перший поверх підвалу призначався для складів, у другому нижньому підвалі була влаштована котельня будинку зі складом котельного палива. 

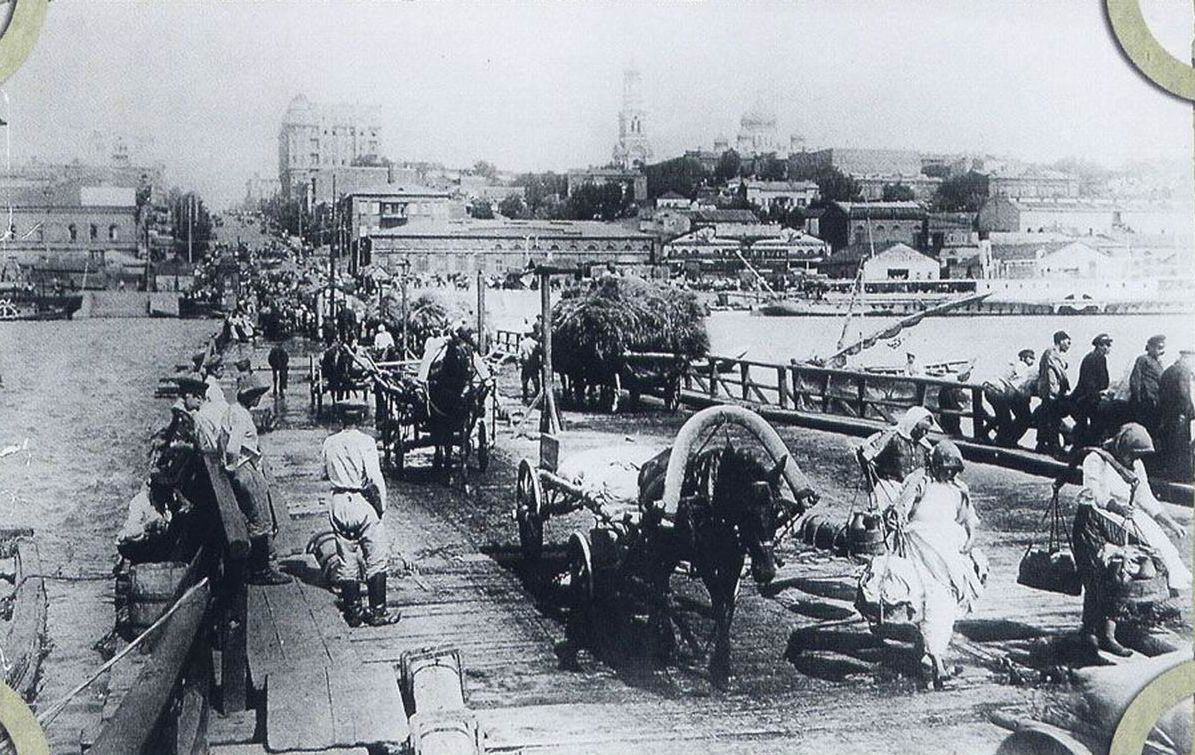
Прибутковий будинок Рецкера і Хосудовського на задньому плані

На початку ХХ століття, в роки Першої світової війни, революційних подій 1917 року, німецької окупації навесні 1918 року і білого руху, життя в Ростові тривала в колишньому режимі. В січні 1920 року, з настанням Червоної армії під керівництвом Семена Михайловиа Будьонного, вона сильно змінилася. Взяття міста Червоною армією проходило з великими руйнуваннями в центрі міста. Прибутковий будинок Е. Л. Рецкера і Б. Е. Хосудовського постраждав одним з перших. У будівлі виникла пожежа, воно сильно обгоріло, після чого довго було пустувало. У ньому влаштували притулок безпритульні підлітки. 
До 1923 році будинок за своїм станом вже представляв загрозу для життя населення. Мешканці сусіднього будинку по вул. Тургенєвській № 42 скаржилися в Донський Відділ Місцевого Господарства на жалюгідний вигляд сусідньої будівлі з двоповерховими підвалами, який став притоном для безпритульних. Але оскільки грошей на відновлення будівлі не було, його обгородили дерев'яним парканом, а перший поверх заклали цеглою. Однак це не зупинило волоцюг — вони досі там проживали, та ще й виламували на продаж будинку балки, залізні рейки, батареї і ін. Коли балки почали виламувати з нижніх поверхів, стався обвал стіни, що обвалилися стелі на третьому і четвертому поверхах, в стіни, що межує з будинком № 42 по вул. Тургенєвській утворилися тріщини. Виникла загроза падіння стіни на сусідній будинок, де проживало близько ста осіб.

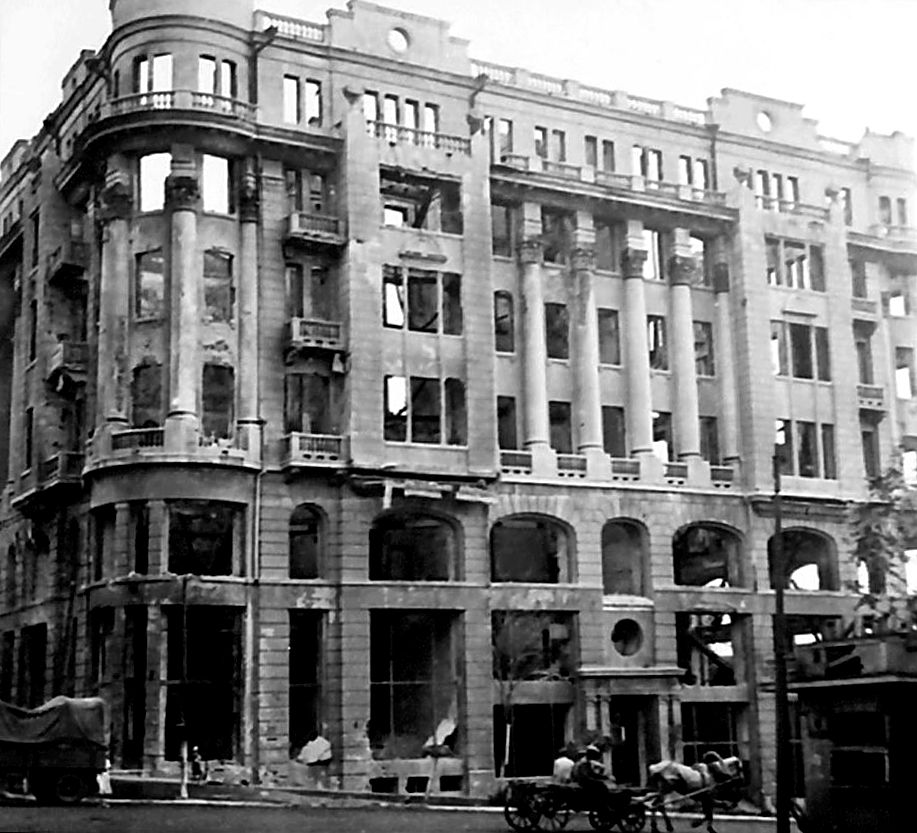
Прибутковий будинок Рецкера і Хосудовського в 1942 році

14 квітня 1925 року газета «Молот» в статті «Катастрофа з людськими жертвами» писала наступне: «13 квітня за Буденновскому проспекту кут Воронцовської вулиці, в згорілому будинку Хосудовського і Рецкера, стався обвал. Напівзруйновані, не мають основних зв'язків з капітальними стінами і звисаючими до низу міжповерхові перекриття 4-го поверху, в силу своєї власної тяжкості, обрушилися на нижележащие міжповерхові перекриття і, тягнучи їх за собою, обрушилися в підвальний поверх, засипавши знаходилися в цей момент в будівлі, безпритульних. Встановити наявність жертв поки не вдалося, внаслідок того, що безпритульні поховані під купою цегли і будівельного сміття. Негайно були викликані пожежна команда і швидка допомога, але приступити до розкопок в даний час не представляється ніякої можливості, так як усередині будівлі, ближче до Буденновскому проспекту, нахилилася залізно-бетонна стіна, яка загрожує в будь-який момент також обвалитися». 

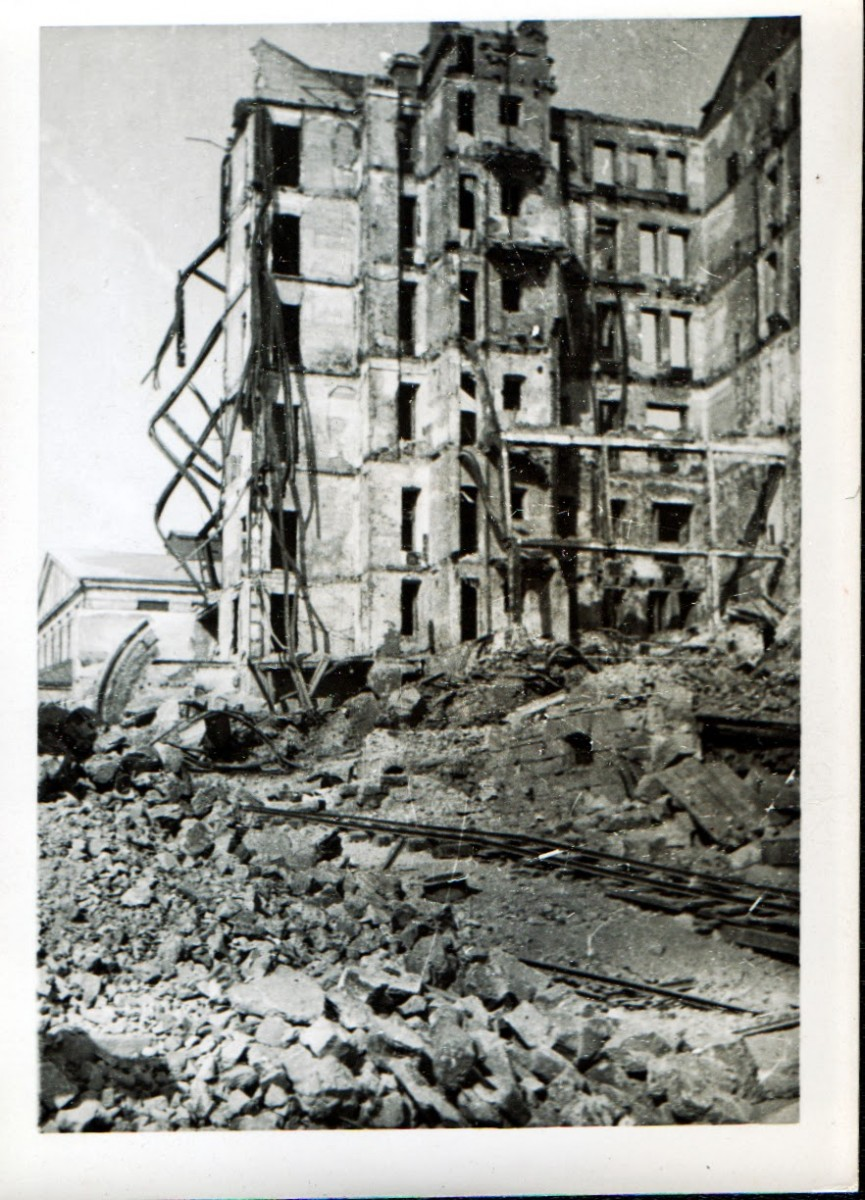
Зруйнований прибутковий будинок Рецкера і Хосудовського, 1942

До місця обвалень приїхали представники адміністрації та пожежної охорони. Після огляду було визнано необхідним захистити будівлю. 

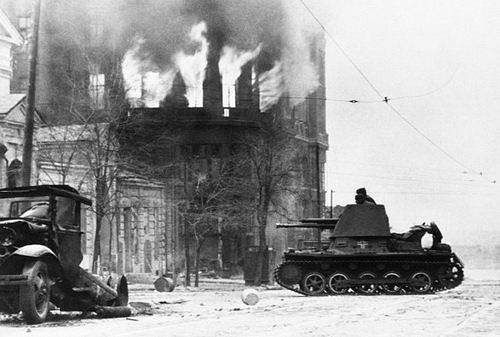
Пожежа в прибутковому будинку Рецкера і Хосудовського, 1941

1923 року управління обласного архітектора справило вторинний огляд будинку, після чого було видано наказано орендарю Ювстрою «прийняти відповідні заходи до того, щоб припинити можливість скупчення снігу і дощових вод у відкритих підвалах і встановити неослабний контроль за станом будинку з прийняттям необхідних заходів від можуть бути обвалів і руйнувань». 
Огляди продовжували і далі, протягом кілька років. У 1926 році його визнали придатним до відновлення. На ремонт будівлі були виділені гроші. У 1929 році архітектором Л. Ф. Ебергом був складений проект реконструкції будівлі з деякими спрощеннями, що майже не впливають на вигляд будівлі. 
Після реконструкції в 1930 році в колишньому прибутковому будинку Е. Л. Рецкера і Б. Е. Хосудовського була відкрита готель «Дон». Вид готелю був надрукований в наборі листівок «Соціалістичний Ростов». До початку Німецько-радянської війни будинок був найвищим у місті. 
У 1941 році, коли німці окупували місто, в будівлі готелю спалахнула пожежа. Будівля знову згоріло. 
У липні 1942 року німці знову окупували місто, до цього часу в ньому були пошкоджені всі мости. За кілька діб німці звели понтонний міст через Дон, однак їм був потрібен капітальний міст. Капітальний міст і був споруджений ними замість старого наплавного мосту. Для вирівнювання дороги до мосту, німці використовували будівельний матеріал, отриманий від розбору прибуткового будинку Е. Л. Рецкера і Б. Є. Хосудовського, в результаті чого будинок поступово перетворився в купу щебеню.
Після війни, рішенням Виконкому міськради, територія, займана колишнім готелем, була передана управлінню Азморпароплавства. На цьому місці три роки за проектом ростовського архітектора Б. А. Нікітаева будувалося нове адміністративне приміщення пароплавства. У 1953 році управління Азморпароходства було ліквідовано. У 1957 році на цьому місці побудували чотириповерхова будівля гуртожитку морехідного училища ім. Г. Я. Сєдова. В даний час тут працює морехідне училище «Екіпаж №1».